# Krisna olivascens
Krisna olivascens är en insektsart som beskrevs av Baker 1919. Krisna olivascens ingår i släktet Krisna och familjen dvärgstritar. Utöver nominatformen finns också underarten K. o. singaporensis.